# Dotterbloemgrasland van veen en klei
Dotterbloemgrasland van veen en klei is een natuurdoeltype wat bestaat uit kruidenrijk grasland. Het natuurdoeltype komt voor langs rivieren en in laagveengebieden. Het natuurdoeltype kan lokaal in de duinen voorkomen. Het natuurdoeltype vergt een natte bodem met een hoge grondwaterstand die mesotroof is die een pH-waarde van 5–7 heeft. In de winter is het gebied het grootste deel van de tijd overstroomd. De bodem bestaat uit veengronden, zandige kleigronden en gronden met veen op klei zoals de weideveengronden. Het water dat de vegetatie voed is afkomstig van grondwater en regenwater . Incidenteel is het water afkomstig van oppervlaktewater. Het natuurdoeltype vergt een oppervlakte van minstens 5 ha.         

## Plantengemeenschappen
Binnen het natuurdoeltype dotterbloemgrasland van veen en klei kunnen meerdere plantengemeenschappen voorkomen. Niet alle plantengemeenschappen hoeven tegelijk voor te komen binnen het natuurdoeltype.
| Nederlandse naam                                           | Wetenschappelijke naam          |
| ---------------------------------------------------------- | ------------------------------- |
| associatie van veldrus en gevlekte orchis                  | Crepido-Juncetum acutiflori     |
| associatie van harlekijn en ratelaar                       | Rhinantho-Orchidetum morionis   |
| associatie van echte koekoeksbloem en gevleugeld hertshooi | Lychnido-Hypericetum tetrapteri |
| associatie van boterbloemen en waterkruiskruid             | Ranunculo-Senecionetum aquatici |